# ملفين نيفيس
ملفين نيفيس (بالإنجليزية: Melvin Nieves)‏ هو لاعب كرة قاعدة أمريكي، ولد في 28 ديسمبر 1971 في سان خوان في الولايات المتحدة.

## وصلات خارجية
- ملفين نيفيس على موقع الدوري الياباني لكرة القاعدة (الإنجليزية)
- ملفين نيفيس على موقعبيزبول رفرنس.كوم (الدوري الرئيسي) (الإنجليزية)
- ملفين نيفيس على موقعبيزبول رفرنس.كوم (الدوري الثانوي) (الإنجليزية)
- ملفين نيفيس على موقع مشجعي الرسوم البيانية (الإنجليزية)